# 松坂美紀
松坂 美紀（まつざか みき、1980年12月13日 - ）は、日本のAV女優。ジュエルズプロダクション所属。

## 略歴・人物
2014年12月、アダルトビデオメーカー・E-BODYの専属女優としてデビューした熟女系の巨乳AV女優。

## 出演作品

### アダルトDVD
2014年
- E-BODY専属デビュー 撮影現場に旦那同伴、寝取られ志願妻AV出演。 松坂美紀34歳（12月13日、E-BODY）

2015年
- 巨尻タイトスカート 透けた魅惑のパンティライン（1月1日、Fitch）
- 友人の母親 ノーブラ羞恥（2月7日、マドンナ）
- 爆乳ハミ出し痴漢 〜公然羞恥に濡れた肉感生保レディ〜（3月1日、Fitch）
- イケナイ美紀先生のムッチムチ肉感授業（4月1日、Fitch）
- パソコンに入っていた自分の母親のハメ撮り動画で興奮した隣の家の娘と恥ずかしい姿を見られ拒めなくなった母親を並べて親子丼 4 〜巨乳親子SP〜（6月18日、ナチュラルハイ）
- 清楚な巨乳奥様をスーパー前でナンパしておっぱい鑑賞!!（7月10日、ホットエンターテイメント）
- 壁越しでも聞こえてくる隣の奥さんの喘ぎ声を注意すると恥ずかしそうに謝りに来たので押し倒したら拒みつつも全身ビクビクでイキまくった 5 中出しスペシャル（7月23日、ナチュラルハイ）
- 肉弾巨乳レズビアン IカップとGカップ2人合わせて2メートル（8月13日、U&K）
- 極悪上司に弱みを握られセクハラ羞恥を強要されても拒む事が出来ずに自ら腰を振るムチムチ美人OL（8月20日、SOSORU）
- 住宅展示場の社員が売却の為に打ち出したイベントがあまりにも画期的すぎて話題らしい（9月10日、タカラ映像）
- 生徒の父親に犯され聖職者でありながらも背徳の快感に堕ちてしまう 淫乱女教師（9月24日、SOSORU）
- お色気P●A会長と悪ガキ生徒会（10月1日、グローリークエスト）
- 夢のようなサービス!天国みたいな別世界! 中出しできるおっぱいパブ（10月8日、ROCKET）
- 責め役が2人の性感フルコース 巨乳レズエステ セレブ人妻編 〜左右から乳房を揉みしだかれ吸われ潮吹きアクメ初体験〜（10月22日、ROCKET）
- デカ尻どスケベ淫乱熟女!!（11月10日、MARRION）
- いつも薄着のムチムチ人妻は夫の短小チ○ポでは欲求不満なようで隣に住む独身男のデカチンで奥を突かれたら全身を震わせてイキまくった（11月12日、ナチュラルハイ）
- 結婚記念日に寝取られSEX メモリアルヌード撮影で「夫が見ているのに…」若いモデルと裸で密着して滴る愛液 夫に内緒で真正中出し 専業主婦 ひろみさん36歳（11月12日、コスモス映像）※「ひろみ」名義
- 某ブライダルエステで全身が超敏感オマ○コになる激烈媚薬をオイルに混入し乳首ビン勃ちの美巨乳をねっとり揉みしだかれれば 婚前花嫁は声も出せずに痙攣イキ連発!!感じまくって開きっぱなしの子宮口はガチ勃起した他人棒の生挿入・生中出しを拒めない! 2（11月27日、SCOOP）
- 熟女一人旅 「越後 小千谷の宿」（12月8日、ルビー）
- 入院中の性処理を母親には頼めないからお見舞いに来た叔母にお願いしたら優しい騎乗位でこっそりぬいてくれた 10 中出しスペシャル（12月10日、ナチュラルハイ）
- 応募S級巨乳人妻（12月25日、S級素人）

2016年
- 母子交尾 【石森路】（1月7日、ルビー）
- 生中出し若妻ナンパ! 15（2月12日、S級素人）
- セルフおっぱい舐め（2月18日、グローリークエスト）
- 姉を犯してしまったところを母親に見られ後戻りができず泥沼中出し親子丼（2月18日、ナチュラルハイ）
- 逢い引き 蓼科温泉逃避行（2月19日、ルビー）
- 友達の母はスケベな女教師（3月13日、青春舎）
- 訪問看護師×エロガキ やりすぎ治療で興奮するエロガキ遊戯（3月19日、エマニエル）
- 本番禁止のデリヘル嬢が簡単にガチ挿入を許してくれる魔法の言葉が存在するという噂を検証スル! 言わないより言ったほうがヤレる確変率超UP!「実はボク童貞なんです…」と告白しても、最初は「えっ!嘘でしょ」などと真剣にとりあってくれなかった女の子がギンギンに勃起してるのにあまりに消極的な態度に興味がわいてきてチ○ポを思わせぶりにソフトタッチしはじめたら挿入許可までもはや秒読み状態だというのは本当か?（3月25日、SCOOP）
- 親戚のおばさん（3月28日、熟女画報社）
- 夫が目の前で寝取らせ陵辱!! 美人妻を餌食にする鬼畜夫!!寝取らせ陵辱させ夫の前で犯させる!（3月19日、エマニエル）
- 欲求不満な人妻を後ろから寝バックで激ピストンしたら這いつくばりながらもヨダレを垂らして膣イキしまくった!!（4月1日、MAGIC）
- 肉体派おばさんのスケベな挑発（4月7日、センタービレッジ）
- はだかの主婦 奈良市在住(34) 松坂美紀（5月1日、プラネットプラス）
- だらしない“I”カップの敏感奥さん（5月7日、桃太郎映像出版）
- 裸けて誘惑 露出癖 乳出し農婦レイプ/白昼の主婦・欲求不満!!/早熟の女子校生・3P（6月1日、FAプロ）
- 旦那の上司にネトラレた うっかりノーブラ妻（6月10日、なでしこ）
- 推定Fカップ以上 青山で見つけた巨乳人妻を『時間を止めて』AV撮影！～真正中出し編～
- 地方のおばさんの方言ぐちゅグチュ手コキ（7月20日、STAR PARADISE）
- 中出しお義母さんが教えてあげる 私にすべてを委ねていいのよ（7月25日、ビッグモーカル）
- 僕の2度目のお母さん（8月1日、FAプロ）
- 徴収員の男に目をつけられた奥さん 2   罪な程だらしない敏感豊満体な人妻（8月7日、桃太郎映像出版）
- 息子の巨乳妻を確実に孕ませたい（8月19日、OPPAI）
- 巨乳巨尻株式会社クレーム処理係（8月20日、STAR PARADISE）
- オナホール訪問販売員のおばさん 19（8月20日、STAR PARADISE）
- いやらしい顔とカラダ 爆乳パイパン肉欲淫妻 みきさん 34歳 Iカップ (101cm)（9月4日、マザー）
- 妻の浮気相手から届いたオナニービデオレター（9月20日、STAR PARADISE）
- 未亡人・夜這い‐亭主に逝かれた熟れた肉体‐（10月1日、FAプロ）
- 魔少年たちの巨乳奥様狩り 14（10月7日、クリスタル映像）
- おとなしく搾らせろ（11月19日、AMEDIA/妄想族）
- クンニ屋マサオ（11月19日、MEGAMI）
- 爆乳パイパン変態ママ（11月20日、マザー）
- 淫乱アナル男犯 ～男の知らない狂女のペニバン～（12月7日、MEGAMI）
- 姑の卑猥過ぎる巨乳を狙う娘婿（12月15日、グローリークエスト）
- 義父に飼育される嫁（12月25日、グローバルメディアエンタテインメント）

2017年
- 「あっ! ナマで入っちゃった!」凄テクオイル素股でチ○ポをマ○コに擦りつけてたら思わずフル勃起からの生挿入! 本番禁止のはずなのに生中出しSEXまでしちゃった4人の爆乳美熟女デリヘル嬢（2月16日、グローリークエスト）
- 厳選爆乳美熟女中出し（3月19日、PileDriverZ）
- 逆レイプ魔 ～天使のドSテクに撃沈する男たち～（3月25日、M男パラダイス）
- マボロシのうなぎ腰 感じすぎて掴めない全身クネクネ状態の腰ふり本番! ビックンビックン痙攣しまくりイキまくり!（6月7日、桃太郎映像出版）
- ワケあり女の一人旅で訪れた先で不意に見知らぬ男のチ○ポを見てしまったおばさんは、内心ヤりたい欲望を抑えきれず拒むフリをしても挿入を許してしまう 2（6月23日、GIGOLO）
- 徴収員は三度ベルを鳴らす えげつないまでの集金の手口（10月7日、桃太郎映像出版）

2018年
- 「せめて今夜だけは…壊れるくらい強く抱きしめて」好きになってはいけない相手と男女の一線を越えてしまった二人が初めての旅先で燃え上がる、もう後戻りはできない背徳の不貞交尾（4月27日、GIGOLO）
- 巨乳女教師を弄ぶ4時間（10月19日、プレミアム熟女/エマニエル）

2019年
- マン引き家族 ～そして義母になる～（1月25日、なでしこ）
- 本当にあった全裸旅館4 ネットの評判を過剰に意識しすぎた結果、行き過ぎたおもてなしで男の欲望のすべてを満たしてくれるエロ過ぎる温泉旅館に行ってきた!（2月7日、ルビー）
- 姉妹レズ 自分たちの痴態をネットで配信する姉と妹（3月7日、ルビー）
- 異常性欲レズビアン ～痴漢・視姦・盗撮レズマニア～（3月13日、U&K）
- 母子交尾 【湯岐路】（7月19日、ルビー）
- ああああああ～ 校内射精 僕たちのスキモノ女先生 学校のY談（9月24日、熟女画報社）